# Hieracium exilicaule
Hieracium exilicaule es una especie de planta con flor del género Hieracium, de la familia Asteraceae, orden Asterales.

## Distribución
Hieracium exilicaule se distribuye por Italia.

## Taxonomía
Fue descrita científicamente por Gottschl.
Tratamiento taxonómico
La especie aparece registrada y publicada en Stapfia.